# Chelsea Football Club 1963-1964
Questa voce raccoglie le informazioni riguardanti il Chelsea Football Club nelle competizioni ufficiali della stagione 1963-1964.

## Stagione
Il campionato inglese inizia il 24 agosto 1963 e il Chelsea comincia con un pareggio senza reti contro il West Ham United e Burnley, un 1-1 contro lo Sheffield United e un 2-0 contro il Burnley. Dopo una sconfitta per 1-3 contro il Liverpool, il club londinese batte il Blackburn 1-0, perde 0-2 contro l'Aston Villa, pereggia 2-2 contro il Blackburn, viene sconfitto 0-3 dal Tottenham Hotspur e 1-4 dal Wolverhampton Wanderers. Segue un 1-1 contro il Manchester United, un 3-3 contro lo Stoke, una vittoria per 3-1 contro l'Ipswich, una sconfitta per 1-2 contro lo Sheffield Wednesday, una vittoria per 1-0 contro il Fulham, un'ulteriore sconfitta (per 2-3 contro il Birmingham City) e un pari per 1-1 contro il West Bromwich Albion. I Blues battono poi l'Arsenal 3-1, il Leicester City 4-2 e il Bolton Wanderers 4-0, pareggiano 1-1 contro l'Everton, 2-2 contro il West Ham, battono lo Sheffield United 3-2, il Blackpool (5-1 all'andata, 1-0 al ritorno), vengono battuti 1-2 dal Liverpool, battono 1-0 l'Aston Villa e 2-1 il Tottenham. La squadra viene battuta 2-3 da Wolverhampton, batte 4-0 l'Ipswich, viene sconfitta 2-3 dallo Sheffield Wednesday, 0-2 dallo Stoke, 1-2 dal Fulham, batte poi 4-3 l'Arsenal, 3-1 il West Bormwich, pareggia 1-1 contro il Manchester United, batte 4-3 il Birmingham, 1-0 sia all'andata sia al ritorno il Nottingham Forest e il Leicester. Il campionato termina con una sconfitta per 0-1 contro il Bolton e una vittoria per 1-0 contro l'Everton, portando il Chelsea a raggiungere la quinta posizione in classifica.
Il Chelsea inizia l'FA Cup dal terzo turno, dove pareggia inizialmente 1-1 contro il Tottenham; nel replay i Blues lo battono 2-0, accedendo così al quarto turno, dove incontrano l'Huddersfield, dal quale vengono battuti 1-2 e eliminati dalla competizione.
Il club londinese inizia la Football League Cup dal secondo turno, dove vengono battuti 0-3 dallo Swidon, venendo eliminati dalla competizione.

## Maglie e sponsor
Nella stagione 1963-1964 del Chelsea non sono presenti né sponsor tecnici né main sponsor. La divisa primaria è costituita dalla maglia blu con colletto a girocollo con strisce decorative bianche e estremità delle maniche con le medesime decorazioni, calzoncini bianchi e calzettoni blu con strisce bianche nella parte superiore. La divisa da trasferta è costituita da maglia bianca con colletto a girocollo con strisce rosse decorative, estremità delle maniche con le medesime decorazioni, pantaloncini e calzettoni sono bianchi.
| Casa | Trasferta |

## Rosa
Rosa e numerazione sono aggiornati al 31 maggio 1964.
| N. |                             | Ruolo | Calciatore      |
| -- | --------------------------- | ----- | --------------- |
|    | Inghilterra (bandiera)      | P     | Peter Bonetti   |
|    | Irlanda del Nord (bandiera) | P     | Errol McNally   |
|    | Inghilterra (bandiera)      | D     | Allan Harris    |
|    | Inghilterra (bandiera)      | D     | Ron Harris      |
|    | Inghilterra (bandiera)      | D     | Marvin Hinton   |
|    | Scozia (bandiera)           | D     | Eddie McCreadie |
|    | Inghilterra (bandiera)      | D     | Ken Shellito    |

| N. |                        | Ruolo | Calciatore      |
| -- | ---------------------- | ----- | --------------- |
|    | Inghilterra (bandiera) | C     | Frank Blunstone |
|    | Inghilterra (bandiera) | C     | John Hollins    |
|    | Inghilterra (bandiera) | C     | John Mortimore  |
|    | Inghilterra (bandiera) | C     | Terry Venables  |
|    | Inghilterra (bandiera) | A     | Barry Bridges   |
|    | Inghilterra (bandiera) | A     | Peter Houseman  |
|    | Inghilterra (bandiera) | A     | Bobby Tambling  |

## Calciomercato
| Arrivi | Arrivi        | Arrivi   | Arrivi   |
| R.     | Nome          | da       | Modalità |
| ------ | ------------- | -------- | -------- |
| D      | Marvin Hinton | Charlton | ?        |

| Partenze | Partenze      | Partenze       | Partenze |
| R.       | Nome          | a              | Modalità |
| -------- | ------------- | -------------- | -------- |
| C        | Graham Moore  | Manchester Utd | ?        |
| A        | John O'Rourke | Luton Town     | ?        |

## Statistiche

### Statistiche di squadra
| Competizione        | Punti | Totale | Totale | Totale | Totale | Totale | Totale |
| Competizione        | Punti | G      | V      | N      | P      | Gf     | Gs     |
| ------------------- | ----- | ------ | ------ | ------ | ------ | ------ | ------ |
| Campionato          | 50    | 42     | 20     | 10     | 12     | 72     | 56     |
| FA Cup              | -     | 3      | 1      | 2      | 1      | 4      | 3      |
| Football League Cup | -     | 1      | 0      | 0      | 1      | 0      | 3      |
| Totale              | -     | 46     | 21     | 12     | 14     | 76     | 62     |